# Castle Rock (Stephen King)
Castle Rock je fiktivním městem románů amerického spisovatele Stephena Kinga. Město leží ve státě Maine v USA. Město se poprvé objevilo v románu Mrtvá zóna (The Dead Zone) z roku 1979. Naposledy ho spisovatel použil v románu Doctor Sleep z roku 2013. Podle popisů autora, by se Castle Rock měl nacházet mezi městy Boston a Portland (Maine). Další romány, které se odehrávaly v tomto městě jsou
Nezbytné věci, Cujo, Temná polovina